# Bablin Molik
Bablin Molik – walijska polityk i samorządowiec, od 2023 r. burmistrz Cardiff stolicy Walii. Jest 118 burmistrzem miasta Cardiff.

## Życiorys
Molik urodziła się w Bangladeszu, w latach 80 XX wieku przybyła wraz z rodziną do Cardiff w wieku sześciu lat. Po przeprowadzce do Walii musiała pokonać wiele przeszkód w środowisku edukacyjnym i zawodowym.  Kształciła się w Cardiff, uczęszczając do Marlborough Primary School, a następnie Corpus Christi Catholic School. Cllr Molik ma tytuł licencjata w dziedzinie biochemii i doktorat z biologii oczu z Cardiff University.

## Kariera samorządowa
Cllr Molik została radną miasta Cardiff od 2017 roku. Aktywnie prowadziła kampanię na rzecz ulepszeń w usługach takich jak transport czy edukacja. Niedawno pełniła funkcję przewodniczącego komitetu kontroli społeczności i usług dla dorosłych. W 2023 r. została burmistrzem Cardiff - jako pierwsza kolorowa kobieta.
Cllr Bablin Molik powiedziała podczas zaprzysiężenia na burmistrza: „To wielki zaszczyt zostać 118 Lordem Burmistrzem Cardiff. Jestem szesnastą kobietą, burmistrzem, pierwszą kolorową kobietą i pierwszą muzułmańską burmistrz Cardiff. Oprócz obowiązków obywatelskich, które zostaną mi nadarzone, bardzo chętnie wychodzę do społeczności, aby obronić moją wybraną organizację charytatywną, która będzie UCAN Productions. Cardiff ma tak wiele do zaoferowania i czekam na napięty harmonogram przed mną. Zorganizowana jest już szeroka seria wydarzeń, abyśmy mogli odwiedzić jak najwięcej społeczności w całym mieście".